# Jelenja vas
Jelenja vas – wieś w Słowenii, w gminie Kočevje. W 2018 roku liczyła 15 mieszkańców.